# Gai Mari el Jove
Gai Mari el Jove (llatí: Gaius Marius) (109 aC-82 aC) va ser un general romà, fill adoptiu del famós Gai Mari. Apià diu que era el seu nebot. Va ser escollit cònsol de la República Romana l'any 82 aC, juntament amb Gneu Papiri Carbó.

## Procedència
Gai Mari el Jove procedia d'una família molt ben considerada. Portava el mateix nom que el seu pare, el qual havia estat escollit cònsol set vegades i s'havia destacat comandant l'exèrcit. La seva mare, Júlia, era tia de Juli Cèsar.
Va rebre una educació acurada, per part dels filòsofs Tit Pomponi Àtic, i Ciceró. De jove va iniciar-se en la política seguint el model del seu pare.

## Inicis en política
Durant la sublevació dels aliats (91 aC - 87 aC), va servir sota les ordres del general Luci Porci Cató Salonià a qui va matar durant la batalla del llac Fucino segons sembla per un comentari de menyspreu sobre els mèrits militars del seu pare.
Per assegurar-li aliances polítiques, el seu pare li va concertar matrimoni amb Múcia Tèrcia, filla de l'influent polític i cònsol Quint Muci Escèvola.

## La fugida
L'any 88 aC el rei Mitridates VI Eupator de Pont (Àsia Menor) havia declarat la guerra a Roma per la possessió dels territoris limítrofs al seu país. Per a dirigir la situació el senat va escollir Luci Corneli Sul·la, però el pare de Gai Mari el Jove, va demanar una segona votació, assegurant-se de sortir ell triat amb la compra d'un votant, el senador Publi Sulpici Ruf al qui va prometre el pagament dels seus deutes.
Quan es va saber l'estratagema que havia fet servir Gai Mari per desfer-se'n del seu rival polític Sul·la, va caure en desgràcia i es va veure obligat a fugir de Roma per salvar la vida. Gai Mari el Jove va decidir acompanyar el seu pare en aquesta fugida, triant com a refugi una província romana d'Àfrica. El Jove Mari va marxar primer, per preparar el terreny. Va arribar a Numídia i demanà ajuda a Hiempsal II, però aquest el va fer presoner. Llavors va seduir a una de les concubines del rei de Numídia, que el va ajudar a escapar i així es va poder reunir amb el seu pare al lloc acordat a l'Àfrica. El governador Sextili tenia ordre de complir el decret de matar-lo per haver estat declarat enemic de l'estat, però Mari, el seu fill i els altres van poder fugir a les illes Qerqenna,prop de Cartago. Allà els va arribar la notícia que Luci Corneli Cinna, aprofitant l'absència de Sul·la a l'àsia, volia assolir el poder a Roma, llavors pare i fill van tornar a Itàlia. El 87 aC havien reclutat un exèrcit d'esclaus i amb ells van entrar a la capital per a recuperar el control.

## Ascens al poder
Segons l'historiador Cassi Dió,Gai Mari el Jove va inaugurar el setè consolat del seu pare amb matant un tribú de la plebs i llançant el seu cap des de dalt del turó del capitoli. També se'n va desfer de dos pretors, prohibint que cap ciutadà els donés aigua o caliu.
Quan el seu pare va morir, el 86 aC, Gai Mari va assumir els seus amics i clients per a prendre el control de Roma, mentre Sul·la estava ocupat a la guerra amb Mitridates VI Eupator. Mari el Jove fou elegit cònsol pel 82 aC,amb 27 anys, junt amb Gneu Papiri Carbó. Carbó el volia al seu costat per apaivagar la popularitat que estava aconseguint Sul·la a l'estranger, però com que Gai Mari era massa jove per a ser escollit legalment cònsol, va haver de cedir en favor del seu cosí, Marc Mari Gratidià i Quint Sertori, el seu lloctinent. No obstant molts dels soldats veterans que havien servit amb el seu pare el van reconèixer i van fer-li costat fins al punt que per a la batalla de Sacriportus, ja havia aplegat un exèrcit format per 85 cohorts.

## Mort de Gai Mari
El 83 aC Sul·la va desembarcar a Brundusium, es va apoderar de la part sud d'Itàlia i va passar l'hivern (83 a 82 aC) a Campània. Mari el Jove es va estacionar a la frontera del Latium per fer-li front. La  batalla decisiva es va lliurar el 82 aC a Sacriportus, de situació incerta, on Mari fou derrotat. El Jove va quedar assetjat a Praeneste on va dipositar els tresors del temple Capitolí. Sul·la va deixar a Quint Lucreci Ofel·la per seguir amb el setge mentre ell marxava cap a Roma. Mari va ordenar a Luci Juni Brut Damasip, que era pretor a Roma, de convocar al senat amb algun pretext i matar a Muci Escevola el pontífex màxim i sogre seu, i alguns altres caps que eren partidaris de Sul·la.
Els intents que es van fer per aconseguir aixecar el setge de Praeneste van fallar i després de la victòria de Sul·la a la porta Col·lina a Roma on va derrotar a Ponci Telesí, Mari va intentar escapar de Praeneste per un subterrani junt amb el germà de Telesí; com que foren descoberts es van suïcidar (o potser Mari es va fer matar per un esclau). Se li va tallar el cap que fou enviat a Sul·la.